# Hotel

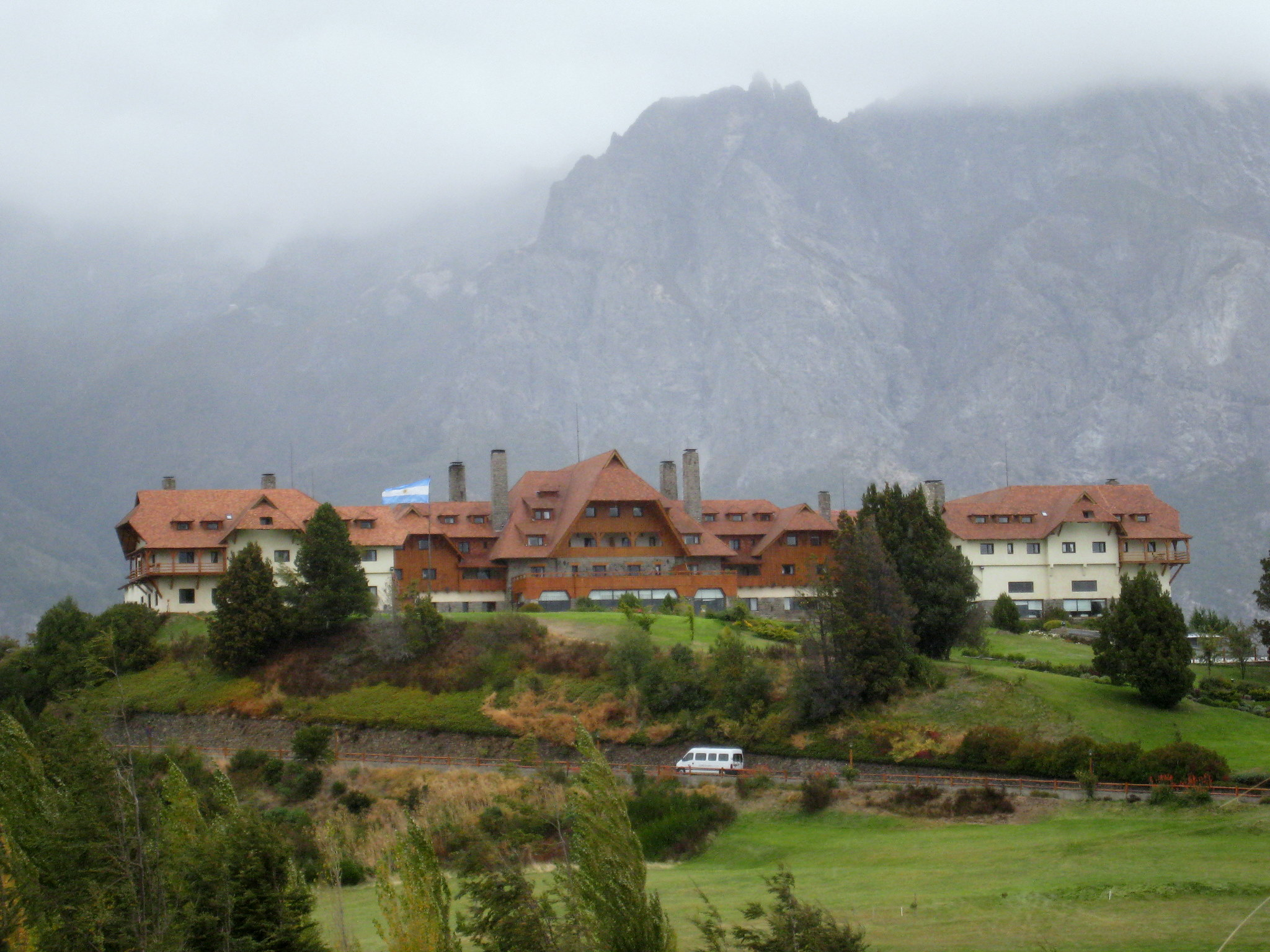
Hotel Llao llao, Argentina

Un hotel este un stabiliment care oferă servicii de cazare contra cost, în general pentru perioade scurte de timp. Hotelurile oferă adesea clienților și alte servicii, cum sunt cele de restaurant, sau de săli pentru reuniuni și conferințe.
Hotelurile se clasifică în funcție de gradul de confort și serviciile oferite. Clasificarea diferă de la țară la țară și se poate marca prin (de la cele mai austere la cele mai luxoase):
- stele (de la 1 la 5);
- litere (de la E la A);
- clase (de la a patra la întâi).

De obicei, sistemul de gradare a hotelurilor permite maxim 5 stele, dar în lume există și hoteluri clasificate la 7 stele, cele mai multe fiind situate în Dubai (Burj Al Arab, Dubai, Pentominium, Dubai, iSquare Hotel & Mall, Orlando, PanguPlaza (MorganPlaza), Beijing, Emirates Palace, Abu Dhabi, Seven Stars Galleria, Milano).
Conform recomandărilor Organizației Mondiale a Turismului cu privire la condițiile minime de clasificare, hotelurile de România se aliniază la normele din țările europene cu turism dezvoltat, care au aderat la sistemul Hotrec:
- Hotel 1 Stea (Rang “Turist”) – modest echipate, care dețin minimul necesar pentru cazare, și anume un pat, o noptieră, un dulap, o chiuvetă. Poate lipsi restaurantul. Prosoapele și lenjeria se schimbă la 4 zile maxim.
- Hotel 2 Stele (Rang “Standard“) – dețin minimul necesar plus câteva facilități extra, cum ar fi TV, telefon sau baie. Prosoapele și lenjeria se schimbă la 3-4 zile maxim.
- Hotel 3 Stele (Rang “Confort“) – oferă un raport echilibrat între serviciile oferite și preț. Camerele sunt mai mari, iar mobilierul este confortabil. Prosoapele și lenjeria se schimbă la 2-3 zile maxim
- Hotel 4 Stele (Rang “Prima Clasă“) – acestea presupun un standard ridicat de servicii, camere mai mari și oferă mai multe facilități, cum ar fi săli de fitness, locuri de joacă pentru copii, room service, piscine, spa-uri. Asemeni hotelurile de 3 stele, lenjeriile pentru pat sunt obligatorii numai din bumbac de calitate superioară sau din mătase. Prosoapele și lenjeria se schimbă la 2 zile maxim.
- Hotel 5 Stele (Rang “Lux“) – sunt luxoase și impresionează prin structură, calitatea camerelor, facilitățile multiple și confortul general oferit.[2]